# 独龙江舌唇兰
独龙江舌唇兰（学名：Platanthera stenophylla）为兰科舌唇兰属下的一个种。其种加词“Stenophylla”意为“窄叶的”。
现接受名为条叶舌唇兰（Platanthera leptocaulon (Hook.f.) Soó, 1929）。